# Nieuwe Rijn

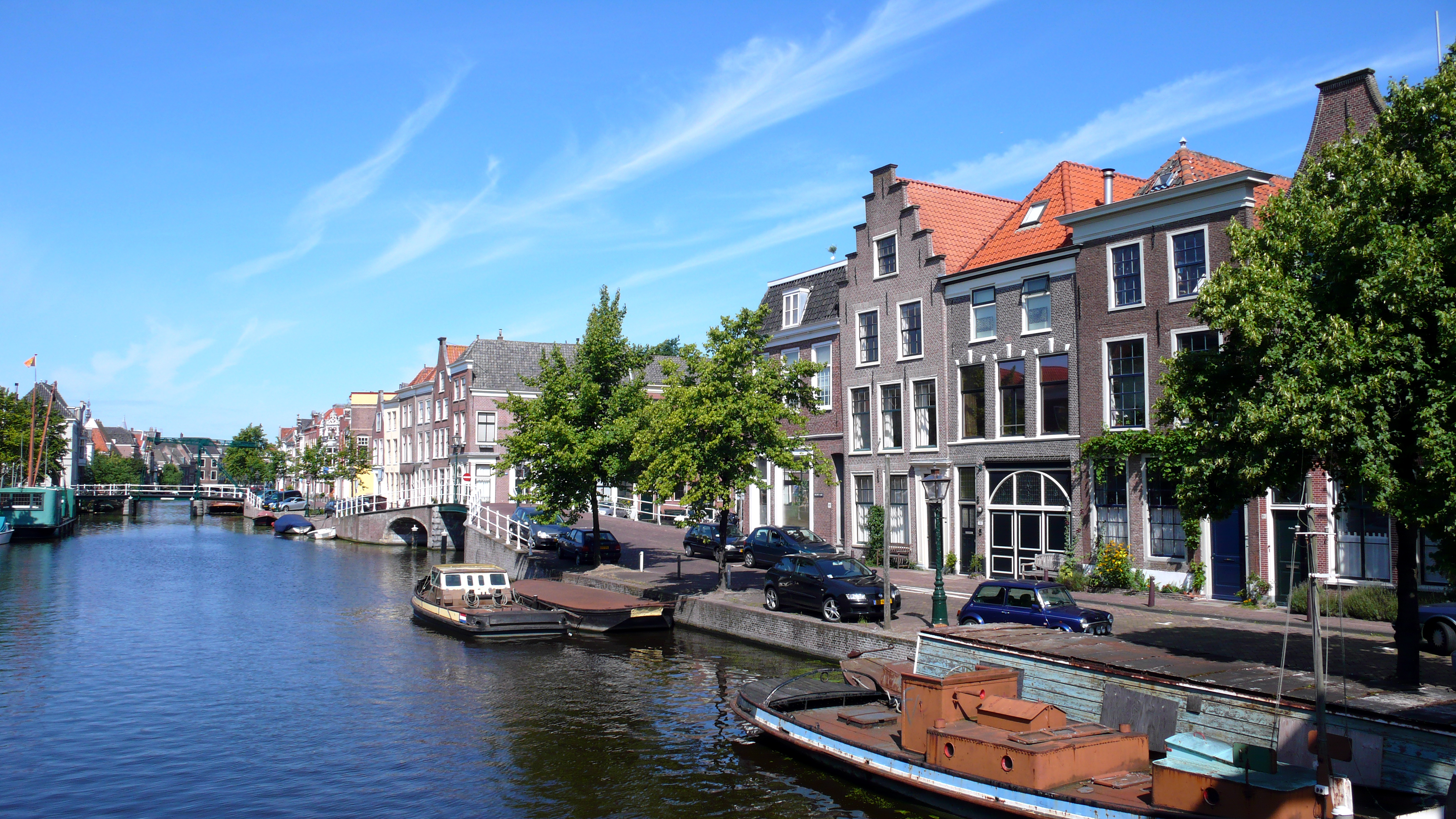
Der Nieuwe Rijn in der Innenstadt von Leiden

Der Nieuwe Rijn (deutsch Neuer Rhein) ist ein 2,3 Kilometer langer Nebenarm des Oude Rijn in der niederländischen Stadt Leiden.
Der Oude und der Nieuwe Rijn trennen sich westlich von Leiderdorp, in der Innenstadt von Leiden fließt das Wasser unter der Koornbrug hindurch und vereinigt sich nach der Visbrug wieder mit dem Oude Rijn.
Am Nieuwe Rijn findet mittwochs und samstags ein Wochenmarkt statt. Am 3. Oktober, dem Jahrestag der Belagerung von Leiden, sowie früher auch am Koningsdag (seit 2022 nicht mehr), wird der Nieuwe Rijn mit Pontons für Festaktivitäten genutzt.